# 劉隗
劉 隗（りゅう かい、273年 - 333年）は、西晋から東晋や後趙に任えた政治家・武将。字は大連。本貫は彭城郡彭城県叢亭里。後漢の劉愷の末裔とされ、魏の楽浪太守の劉茂の末裔にあたる。父は西晋の東光県令の劉砥。伯父は司隷校尉の劉訥（字は令言）。従兄（劉訥の子）は劉松・劉疇（字は王喬）。

## 生涯
幼いころから文才があり、成人して、秀才に推挙され、郎中（近衛警備官）から秘書郎を経て、若くして丹陽県令となった。劉隗の業績を聞いた琅邪王の司馬睿（後の東晋の元帝）にその能力を買われて、彭城内史に昇進した。
やがて、劉隗は冠軍将軍に昇進し、戦乱を避けて長江を渡り、元帝の従事中郎になった。間もなく、侍中に抜擢された。
以降も、鎮北将軍を兼ねて青州・徐州・幽州・平州の四州を統轄する都督を歴任した。やがて中央に召還され御史中丞として刁協と共に元帝の近侍として実権を握った。これは実力者の王敦を抑えるための手段であった。
大興4年（321年）、武昌に独立体制を敷いている王敦の謀反に対する備えのために、勅命で再び鎮北将軍として、淮陰に駐屯した。
永昌元年（322年）、皇帝の仕打ちに激怒した王敦は「劉隗・刁協ら君主の傍らにいる佞臣を誅せん」という大義名分で武昌で謀反を起こした。この報に驚愕した元帝は直ちに劉隗と刁協を呼び戻して、建康の防衛を命じた。だが王敦率いる大軍に敵わず敗退し、劉隗と刁協は逃亡したが、刁協は部下に殺され、その首級は王敦に差し出された。一方、劉隗は子の劉綏と共に後趙の石勒を頼って、無事に亡命した。
咸和8年（333年）、石勒の族子の石虎に従って、劉隗は丞相左長史として長安にいた前趙の劉氏の残党を片付けるために従軍したが、潼関攻略中に61歳で戦死を遂げた。

## 子孫
子の劉綏も若いころに秀才に挙げられ、後に駙馬都尉となった。父とともに石勒の武将となり、後に亡くなった。その子の劉波（字は道則）は石虎の政策に不満を持ち、間もなく離反して東晋の武将の王洽（王導の三男）に帰参し、その参軍となった。官位は冠軍将軍、南郡の相を経て、散騎常侍に至った。劉波の子の劉淡（劉隗の曾孫）は、廬江郡太守となり、桓温と交流があった。